# Margamulya (Cisompet)
Margamulya is een bestuurslaag in het regentschap Garut van de provincie West-Java, Indonesië. Margamulya telt 2137 inwoners (volkstelling 2010).